# 서민욱
서민욱(1982년 1월 9일 ~ )은 한화 이글스의 전 야구 선수다.

## 출신 학교
- 백산초등학교
- 양천중학교
- 청주기계공업고등학교
- 동아대학교

## 같이 보기
- 2006년 한화 이글스 시즌